# Chlorota cerdani
Chlorota cerdani är en skalbaggsart som beskrevs av Soula 2002. Chlorota cerdani ingår i släktet Chlorota och familjen Rutelidae. Inga underarter finns listade i Catalogue of Life.